# 정령 (신화)
정령(精靈)은 다음과 같은 뜻이 있다.
- 만물의 근원을 이루고 있다고 하는 이상한 기. 정기.
- 초목, 동물, 사람, 무생물 등 하나 하나에 깃 들어 있다고 하는 초자연적인 존재
- 육체에서 해방 된 자유로운 영혼

## 개요
정령은 서양 언어의 spirit과 elemental의 번역어로 사용되는 경우 등이 있으며, 각각 의미와 내용이 조금씩 다르다.

## 같이 보기
- 영혼
- 달이 내린 산기슭